# Os Station
Os Station (Os stasjon) er en jernbanestation på jernbanestrækningen Rørosbanen, der ligger ved byområdet Os i Os kommune i Norge. Stationen består af nogle få spor, to perroner og en stationsbygning i gulmalet træ med ventesal.

## Historie
Stationen åbnede den 1. december 1877, halvanden måned efter at den sidste del af jernbanestrækningen mellem Koppang og Røros blev taget i brug. Den blev gjort fjernstyret og ubemandet 15. december 1994.

## Arkitektur
Den første stationsbygning blev opført til åbningen i 1877 efter tegninger af Peter Andreas Blix. Den nuværende stationsbygning blev opført ca. 100 m længere mod nord i 1958 efter tegninger af Gunnar Kavli ved NSB Arkitektkontor. Den gamle stationsbygning blev revet ned i 1971.